# Иванеев, Игорь Юрьевич
Игорь Юрьевич Иванеев (род. 13 мая 1958) — советский легкоатлет, специалист по бегу на короткие дистанции. Выступал на всесоюзном уровне в первой половине 1980-х годов, серебряный и бронзовый призёр чемпионатов СССР, победитель первенств всесоюзного значения. Представлял Ленинград, спортивные общества «Буревестник» и «Труд».

## Биография
Игорь Иванеев родился 13 мая 1958 года. Занимался лёгкой атлетикой в Ленинграде, выступал за добровольные спортивные общества «Буревестник» и «Труд».
Первого серьёзного успеха на всесоюзном уровне добился в сезоне 1981 года, когда на чемпионате СССР в Москве с ленинградской командой выиграл бронзовую медаль в программе эстафеты 4 × 200 метров.
В 1982 году стал серебряным призёром в эстафете 4 × 100 метров на чемпионате СССР в Киеве, уступив лишь команде из Москвы.
На чемпионате СССР 1984 года в Донецке взял бронзу в эстафете 4 × 100 метров.
В 1985 году на домашних соревнованиях в Ленинграде установил личный рекорд в беге на 100 метров — 10,35.